# Uladzimir Karatkévitx
Uladzimir Karatkévitx (1930, Orxa, Belarús),en belarús Уладзімір Караткевіч, és un escriptor, crític literari i traductor belarús.

## Biografia
El 1954 acabà els estudis a la Universitat de Filologia de Kíev. Ensenyà en una escola de poble prop de Kíev, i després a la seva vila natal, Orxa. Més tard, a Moscou, estudià literatura i cinematografia.

## Novel·les
- Леаніды ня вернуцца да Зямлі (Нельга забыць) / Els Leònides no tornaran a la terra/ (1960—62, publicat el 1962)
- Каласы пад сярпом тваім (1962—64, publicat el 1965)
- Хрыстос прызямліўся ў Гародні / Crist aterra a Harodnia: (1965—66, publicat en belarús el 1972)
- Чорны замак Альшанскі / Castell negre d'Alxani / (1979)
- Дзікае паляванне караля Стаха / La caça salvatge del rei Statx/(1950, 1958, publicat el 1964)
- У снягах драмае вясна / La primavera adormida en les neus / (1957, publicat el 1989)
- Цыганскі кароль / El rei dels gitanos (1958, publicat el 1961)
- Сівая легенда / Una antiga llegenda / (1960, publicat el 1961)
- Зброя / L'arma /(1964, publicat el 1981)
- Ладдзя Роспачы (1964, publicat en belarús el 1978)
- Чазенія (1966, publicat el 1967)
- Лісце каштанаў (1973)
- Крыж Аняліна (obra no acabada, publicada el 1988)